# 郡山市立郡山第四中学校
郡山市立郡山第四中学校（こおりやましりつ こおりやまだいし ちゅうがっこう）は、福島県郡山市横塚にある公立中学校。
1952年に現校名に改称して、現在に至る。

## 沿革
- 1947年 - 郡山市立芳山中学校として、郡山市立芳山小学校内に開校
- 1952年 - 郡山市立郡山第四中学校に改称
- 1954年 - 校旗・校歌制定
- 1986年 - 集中豪雨により床上浸水の被害が発生、延べ71名の被災者が出る
- 1991年 - 校舎増改築完成
- 1998年 - 全国学校合奏コンクール全国大会最優秀賞、文部大臣賞受賞
- 2000年 - 校内LAN設備工事落成
- 2015年 - タブレット端末導入
- 2023年 - 学校内照明・体育館照明LED化事業

（出典）

## 部活動

### 運動部
- 陸上競技部
- 野球部
- サッカー部
- バレーボール部
- バスケットボール部
- ソフトテニス部
- 卓球部
- 剣道部
- テニス部
- バドミントン部
- ハンドボール部
- 剣道部
- 駅伝部

### 文化部
- 美術部
- 吹奏楽部
- 科学部

## 通学学区
主として以下の小学校からの通学区域となっている。
- 郡山市立芳賀小学校
- 郡山市立東芳小学校
- 郡山市立白岩小学校

## 著名な出身者
- 遠藤日向 - 陸上競技選手
- 橋迫左千子 - バスケットボール選手